# Campeonato Russo de Futebol de 2002 - Terceira Divisão
O Campeonato Russo de Futebol - Terceira Divisão de 2002 foi o décimo primeiro torneio desta competição. Participaram cento e onze equipes. O nome do campeonato era "Segunda Divisão" (Vtórai Divizion), dado que a primeira divisão era a "Divisão Suprema" (Vysshaia Divizion) e a segunda divisão era a "Primeira Divisão" (Perváia Divizion). O campeonato era dividido em seis torneios independentes - Zona Leste, Oeste, Central, Sul, Ural e Volga sendo 20 na Oeste, 20 na Central, 21 na Sul, 18 na Volga, 16 na Ural e 16 na Leste.

## Participantes da Zona Oeste
| Equipe                         | Cidade               | Região                 | No ano anterior                                                    | Estádio                  | Capacidade | Títulos             | Participações |
| ------------------------------ | -------------------- | ---------------------- | ------------------------------------------------------------------ | ------------------------ | ---------- | ------------------- | ------------- |
| FC Dinamo Vologda              | Vologda              | Oblast de Vologda      | Quinto Lugar                                                       | Estádio Dínamo           | 10.000     | 0 (não possui)      | 10            |
| FC Mosenergo Moscovo           | Prospekt Vernadskogo | Moscovo                | Quarto Lugar                                                       | --                       | --         | 0 (não possui)      | 8             |
| FC Avtomobilist Noguinsk       | Noginsky             | Oblast de Moscovo      | Décimo Sexto Lugar                                                 | Estádio Istomkino        | 500        | 1 (1999 Zona Oeste) | 6             |
| FC Spartak Shchyolkovo         | Shchyolkovsky        | Oblast de Moscovo      | Nono Lugar                                                         | Estádio Spartak          | 500        | 0 (não possui)      | 9             |
| FC Spartak Kostroma            | Kostroma             | Oblast de Kostroma     | Décimo Quarto Lugar                                                | Estádio Urojay           | 3.200      | 0 (não possui)      | 7             |
| FC Volochanin Vyshny Volochyok | Vyshny Volochyok     | Oblast de Tver         | Terceiro Lugar                                                     | Estádio Spartak          | 5.000      | 0 (não possui)      | 7             |
| FC Neftyanik Iaroslavl         | Iaroslavl            | Oblast de Iaroslavl    | Décimo Lugar                                                       | Estádio Slavneft         | ---        | 0 (não possui)      | 5             |
| FC Sportakademklub Moscovo     | Izmaylovo            | Moscovo                | Décimo Quinto Lugar                                                | Estádio FOP Izmaylovo    | 10.000     | 0 (não possui)      | 6             |
| FC Pskov-2000                  | Pskov                | Oblast de Pskov        | Vice Campeão                                                       | Estádio Mashinostroitel  | ---        | 0 (não possui)      | 6             |
| FC Severstal Cherepovets       | Cherepovets          | Oblast de Vologda      | Sexto Lugar                                                        | Estádio Metallurg        | 11.500     | 1 (2000 Zona Oeste) | 3             |
| FC Uralan Plus Moscovo         | Khoroshevo-Mnevniki  | Moscovo                | Décimo Primeiro Lugar                                              | Estádio Oktyabr          | 3.060      | 0 (não possui)      | 3             |
| FC Spartak-Telekom Shuya       | Shuya                | Oblast de Ivanovo      | Décimo Segundo Lugar                                               | Estádio Trud VM Metelsky | ---        | 0 (não possui)      | 5             |
| FC Torpedo Vladimir            | Vladimir             | Oblast de Vladimir     | Décimo Terceiro Lugar                                              | Estádio Torpedo          | 19.700     | 0 (não possui)      | 5             |
| FC Lokomotiv São Petersburgo   | Tsentralny           | São Petersburgo        | Oitavo Lugar                                                       | Estádio Kirov            | 100.000    | 0 (não possui)      | 6             |
| FC Rybinsk                     | Rybinsk              | Oblast de Iaroslavl    | Décimo Sétimo Lugar                                                | Estádio Saturn           | ---        | 0 (não possui)      | 4             |
| FC Svetogorets Svetogorsk      | Vyborgsky            | Oblast de Leningrado   | Sétimo Lugar                                                       | Estádio Central          | --         | 0 (não possui)      | 2             |
| FC Arsenal Tula                | Tula                 | Oblast de Tula         | Rebaixado do Campeonato Russo de Futebol de 2001 - Segunda Divisão | Estádio Arsenal          | 20.048     | 1 (1997 Zona Oeste) | 7             |
| FC Baltika Kaliningrado        | Kaliningrado         | Oblast de Kaliningrado | Rebaixado do Campeonato Russo de Futebol de 2001 - Segunda Divisão | Estádio Baltika          | 14.000     | 1 (1992 Zona 04)    | 2             |
| BSK                            | Spirovsky            | Oblast de Tver         | Acesso pelo Campeonato Russo de Futebol de 2001 - Quarta Divisão   | ---                      | ---        | 0 (não possui)      | 1             |
| FC Krasnoznamensk              | Krasnoznamensk       | Oblast de Moscovo      | Décimo Quarto Lugar (Zona Central)                                 | --                       | --         | 0 (não possui)      | 7             |

## Participantes da Zona Central
| Equipe                              | Cidade          | Região             | No ano anterior                                                  | Estádio                  | Capacidade | Títulos                                | Participações |
| ----------------------------------- | --------------- | ------------------ | ---------------------------------------------------------------- | ------------------------ | ---------- | -------------------------------------- | ------------- |
| FC AgroKomplekt Riazan              | Riazan          | Oblast de Riazan   | Décimo Primeiro Lugar                                            | Estádio CSK              | 25.000     | 0 (não possui)                         | 10            |
| FC Don Novomoskovsk                 | Novomoskovsky   | Oblast de Tula     | Vigésimo Lugar                                                   | Estádio Khimik           | 5.200      | 0 (não possui)                         | 8             |
| FC Oriol                            | Oriol           | Oblast de Oriol    | Quinto Lugar                                                     | Estádio Central          | 14.600     | 0 (não possui)                         | 8             |
| FC Spartak Tambov                   | Tambov          | Oblast de Tambov   | Sexto Lugar                                                      | Estádio Spartak          | 6.500      | 0 (não possui)                         | 8             |
| FC Lokomotiv Liski                  | Liskinsky       | Oblast de Voronej  | Décimo Oitavo Lugar                                              | Estádio Lokomotiv        | 10.000     | 0 (não possui)                         | 7             |
| FC Kosmos Elektrostal               | Elektrostal     | Oblast de Moscovo  | Décimo Segundo Lugar                                             | ---                      | ---        | 0 (não possui)                         | 6             |
| FC Spartak Lukhovitsy               | Lukhovitsky     | Oblast de Moscovo  | Décimo Lugar                                                     | Estádio Spartak          | 4.400      | 0 (não possui)                         | 5             |
| FC Fabus Bronnitsy                  | Bronnitsy       | Oblast de Moscovo  | Décimo Sétimo Lugar                                              | Estádio Central          | 4.400      | 0 (não possui)                         | 5             |
| FC Dínamo Briansk                   | Briansk         | Oblast de Briansk  | Terceiro Lugar                                                   | Estádio Dínamo           | 10.100     | 0 (não possui)                         | 5             |
| FC Kolomna                          | Kolomna         | Oblast de Moscovo  | Décimo Nono Lugar                                                | Estádio Avangard         | 10.200     | 0 (não possui)                         | 5             |
| FC Arsenal Tula B                   | Tula            | Oblast de Tula     | Décimo Sexto Lugar                                               | Estádio Arsenal          | 20.048     | 0 (não possui)                         | 5             |
| FC Titan Reutov                     | Reutov          | Oblast de Moscovo  | Décimo Terceiro Lugar                                            | ---                      | --         | 0 (não possui)                         | 5             |
| FC Lokomotiv Kaluga                 | Kaluga          | Oblast de Kaluga   | Sétimo Lugar                                                     | Estádio Central          | 4.000      | 0 (não possui)                         | 5             |
| FC Avangard Kursk                   | Kursk           | Oblast de Kursk    | Oitavo Lugar                                                     | Estádio Trudovye Rezervy | 11.329     | 0 (não possui)                         | 7             |
| FC Ielets                           | Ielets          | Oblast de Lipetsk  | Décimo Quinto Lugar                                              | Estádio Trud             | 8.800      | 0 (não possui)                         | 3             |
| FC Spartak Orekhovo Orekhovo-Zuyevo | Orekhovo-Zuyevo | Oblast de Moscovo  | Nono Lugar                                                       | Estádio Znamya Truda     | 8.300      | 1 (1998 Zona Central)                  | 8             |
| FC Metallurg Lipetsk                | Lipetsk         | Oblast de Lipetsk  | Campeão                                                          | Estádio Metallurg        | 14.000     | 2 (1996 zona Oeste, 2001 Zona Central) | 5             |
| FC Salyut-Energiya Belgorod         | Belgorod        | Oblast de Belgorod | Acesso pelo Campeonato Russo de Futebol de 2000 - Quarta Divisão | Estádio Salyut           | 12.000     | 1 (1993 Zona 02)                       | 7             |
| FC Vityaz Podolsk                   | Podolsk         | Oblast de Moscovo  | Quarto Lugar                                                     | Estádio Avangard         | 4.500      | 0 (não possui)                         | 2             |
| FC Mostransgaz Gazoprovod           | Naro-Fominsky   | Oblast de Moscovo  | Acesso pelo Campeonato Russo de Futebol de 2001 - Quarta Divisão | --                       | --         | 0 (não possui)                         | 1             |

## Participantes da Zona Leste
| Equipe                            | Cidade             | Região                | No ano anterior                                                  | Estádio                     | Capacidade | Títulos                             | Participações |
| --------------------------------- | ------------------ | --------------------- | ---------------------------------------------------------------- | --------------------------- | ---------- | ----------------------------------- | ------------- |
| FC KUZBASS-Dínamo Kemerovo        | Kemerovo           | Oblast de Kemerovo    | Quarto Lugar                                                     | Estádio Shakhtyor           | 4.174      | 0 (não possui)                      | 10            |
| FC Dínamo Barnaul                 | Barnaul            | Krai de Altai         | Décimo Lugar                                                     | Estádio Dínamo              | 16.000     | 0 (não possui)                      | 8             |
| FC Metallurg Novokuznetsk         | Novokuznetsk       | Oblast de Kemerovo    | Vice-Campeão                                                     | Estádio Metallurg           | 8.500      | 2 (1999 Zona Leste,2000 Zona Leste) | 9             |
| FC Amur-Energiya Blagoveshchensk  | Blagoveshchensk    | Oblast de Amur        | Décimo Terceiro Lugar                                            | Estádio Amur                | 13.500     | 0 (não possui)                      | 10            |
| FC Selenga Ulan-Ude               | Ulan-Ude           | Buriácia              | Décimo Segundo Lugar                                             | Estádio Central de Buriácia | 10.000     | 0 (não possui)                      | 9             |
| FC Chkalovets-Olimpik Novosibirsk | Novosibirsk        | Oblast de Novosibirsk | Décimo Primeiro Lugar                                            | Estádio Spartak             | 12.500     | 0 (não possui)                      | 2             |
| FC Okean Nakhodka                 | Nakhodka           | Krai do Litoral       | Nono Lugar                                                       | Estádio Vodnik              | 10.000     | 0 (não possui)                      | 6             |
| FC Zvezda Irkutsk                 | Irkutsk            | Oblast de Irkutsk     | Décimo Quarto Lugar                                              | Estádio Trud                | 28.500     | 0 (não possui)                      | 5             |
| FC Luch Vladivostok               | Vladivostok        | Krai do Litoral       | Oitavo Lugar                                                     | Estádio Dínamo              | 10.500     | 0 (não possui)                      | 5             |
| FC Sibiryak Bratsk                | Bratsk             | Oblast de Irkutsk     | Sétimo Lugar                                                     | Estádio Metallurg           | 8.000      | 0 (não possui)                      | 5             |
| FC Irtysh Omsk                    | Omsk               | Oblast de Omsk        | Sexto Lugar                                                      | Estádio Estrela Vermelha    | 18.000     | 1 (1996 Zona Leste)                 | 5             |
| FC Tiumen                         | Tiumen             | Oblast de Tiumen      | Terceiro Lugar                                                   | Estádio Geolog              | 13.057     | 0 (não possui)                      | 3             |
| FC Shakhtyor Prokopyevsk          | Prokopyevsk        | Oblast de Kemerovo    | Décimo Quinto Lugar                                              | Estádio Shakhtyor           | 8.500      | 0 (não possui)                      | 5             |
| FC Chkalovets-1936 Novosibirsk    | Novosibirsk        | Oblast de Novosibirsk | Quinto Lugar                                                     | Estádio Spartak             | 12.500     | 1 (1994 Zona Sibéria)               | 6             |
| FC Torpedo AltTrak Rubtsovsk      | Rubtsovsk          | Krai de Altai         | Acesso pelo Campeonato Russo de Futebol de 2001 - Quarta Divisão | Estádio Torpedo             | 6.500      | 0 (não possui)                      | 8             |
| FC Smena Komsomolsk-na-Amure      | Komsomolsk do Amur | Krai de Khabarovsk    | Acesso pelo Campeonato Russo de Futebol de 2001 - Quarta Divisão | Estádio Vanguard            | 16.000     | 0 (não possui)                      | 3             |

## Participantes da Zona Sul
| Equipe                             | Cidade             | Região                  | No ano anterior                                                  | Estádio                  | Capacidade | Títulos          | Participações |
| ---------------------------------- | ------------------ | ----------------------- | ---------------------------------------------------------------- | ------------------------ | ---------- | ---------------- | ------------- |
| FC Kavkazkabel Prokhladny          | Prokhladny         | Cabárdia-Balcária       | Sétimo Lugar                                                     | --                       | --         | 0 (não possui)   | 11            |
| FC Avtodor Vladikavkaz             | Vladikavkaz        | Ossétia do Norte-Alânia | Terceiro Lugar                                                   | Estádio SOK Tedeyev      | 3.000      | 1 (1992 Zona 02) | 10            |
| FC Angust Nasran                   | Nazran             | Inguchétia              | Oitavo Lugar                                                     | Estádio Rashid Aushev    | 3.500      | 0 (não possui)   | 7             |
| FC Venets Gulkevichi               | Gulkevichsky       | Krai de Krasnodar       | Décimo Oitavo Lugar                                              | --                       | --         | 0 (não possui)   | 11            |
| FC Dínamo Makhachkala              | Mahackala          | Daguestão               | Sexto Lugar                                                      | Estádio Dínamo           | 15.200     | 0 (não possui)   | 7             |
| FC Slaviansk Slaviansk do Kuban    | Slaviansk do Kuban | Krai de Krasnodar       | Décimo Segundo Lugar                                             | --                       | --         | 0 (não possui)   | 7             |
| FC Shakhtyor Shakhty               | Shakhty            | Oblast de Rostov        | Décimo Nono Lugar                                                | Estádio Shakhty          | ---        | 0 (não possui)   | 7             |
| FC Mozdok                          | Mozdoksky          | Ossétia do Norte-Alânia | Décimo Sexto Lugar                                               | Estádio Trud             | ----       | 0 (não possui)   | 5             |
| FC Nart Nartkala                   | Urvansky           | Cabárdia-Balcária       | Décimo Quarto Lugar                                              | Estádio Khimik           | --         | 0 (não possui)   | 5             |
| FC Drujba Maikop                   | Maikop             | Adiguésia               | Décimo Primeiro Lugar                                            | Estádio Yunost           | 7.000      | 0 (não possui)   | 4             |
| FC Vityaz Krymsk                   | Krymsky            | Krai de Krasnodar       | Décimo Quinto Lugar                                              | Estádio Vityaz           | 8.000      | 0 (não possui)   | 4             |
| FC Dinamo Stavropol                | Stavropol          | Krai de Stavropol       | Vice Campeão                                                     | Estádio Dínamo           | 15.589     | 0 (não possui)   | 3             |
| FC Spartak KavkazTransGaz Izobilny | Izobilnensky       | Krai de Stavropol       | Décimo Sétimo Lugar                                              | Estádio Fakel            | 1.290      | 0 (não possui)   | 4             |
| FC Sudostroitel Astracã            | Astracã            | Oblast de Astracã       | Décimo Lugar                                                     | Estádio Astracã          | 5.000      | 0 (não possui)   | 3             |
| FC Jemtchujina                     | Sóchi              | Krai de Krasnodar       | Nono Lugar                                                       | Estádio Central de Sóchi | 12.500     | 0 (não possui)   | 2             |
| FC Spartak Anapa                   | Anapa              | Krai de Krasnodar       | Décimo Terceiro Lugar                                            | Estádio Spartak          | --         | 0 (não possui)   | 5             |
| FC Krasnodar-2000                  | Krasnodar          | Krai de Krasnodar       | Quarto Lugar                                                     | Estádio Trud             | 1.000      | 0 (não possui)   | 2             |
| FC Terek Grozny                    | Lermontov          | Krai de Stavropol       | Quinto Lugar                                                     | Estádio Beshtau          | 5.500      | 0 (não possui)   | 3             |
| FC Drujba Budyonnovsk              | Budyonnovsk        | Krai de Stavropol       | Acesso pelo Campeonato Russo de Futebol de 2001 - Quarta Divisão | Estádio Yunost           | 3.000      | 0 (não possui)   | 3             |
| FC Nart Cherkessk                  | Cherkessk          | Carachai-Circássia      | Acesso pelo Campeonato Russo de Futebol de 2001 - Quarta Divisão | --                       | --         | 0 (não possui)   | 1             |
| FC NemCom Krasnodar                | Krasnodar          | Krai de Krasnodar       | Acesso pelo Campeonato Russo de Futebol de 2001 - Quarta Divisão | Estádio Trud             | 1.000      | 0 (não possui)   | 1             |

## Participantes da Zona Ural
| Equipe                             | Cidade            | Região                | No ano anterior                                                  | Estádio           | Capacidade | Títulos            | Participações |
| ---------------------------------- | ----------------- | --------------------- | ---------------------------------------------------------------- | ----------------- | ---------- | ------------------ | ------------- |
| FC Metallurg Metiznik Magnitogorsk | Magnitogorsk      | Oblast de Cheliabinsk | Oitavo Lugar                                                     | Estádio Central   | --         | 0 (não possui)     | 9             |
| FC Dínamo Ijevsk                   | Ijevsk            | Udmúrtia              | Décimo Quarto Lugar                                              | Estádio Torpedo   | 19.200     | 0 (não possui)     | 8             |
| FC Energiya Tchaikovsky            | Tchaikovsky       | Oblast de Perm        | Décimo Quinto Lugar                                              | Estádio Energiya  | ---        | 0 (não possui)     | 9             |
| FC Sodovik Sterlitamak             | Sterlitamak       | Bascortostão          | Vice Campeão                                                     | Estádio Sodovik   | 6.200      | 0 (não possui)     | 8             |
| FC Uralmash Yekaterinburg          | Ecaterimburgo     | Oblast de Sverdlovsk  | Campeão                                                          | Estádio Central   | 30.000     | 1 (2001 Zona Ural) | 5             |
| FC Zenit Cheliabinsk               | Cheliabinsk       | Oblast de Cheliabinsk | Sétimo Lugar                                                     | Estádio Central   | 15.000     | 0 (não possui)     | 5             |
| FC Dínamo Perm                     | Perm              | Oblast de Perm        | Décimo Segundo Lugar                                             | Estádio Dínamo    | ---        | 0 (não possui)     | 5             |
| FC Gazovik Oremburgo               | Oremburgo         | Oblast de Oremburgo   | Sexto Lugar                                                      | Estádio Gazovik   | 4.950      | 0 (não possui)     | 7             |
| FC KAMAZ Naberejnye Chelny         | Naberejnye Chelny | Tartaristão           | Terceiro Lugar                                                   | Estádio KAMAZ     | 10.000     | 0 (não possui)     | 4             |
| FC Dínamo Mashinostroitel Kirov    | Kirov             | Oblast de Kirov       | Nono Lugar                                                       | Estádio Rússia    | 2.000      | 0 (não possui)     | 5             |
| FC Nosta Novotroitsk               | Novotroitsk       | Oblast de Oremburgo   | Quarto Lugar                                                     | Estádio Metallurg | 10.000     | 0 (1999 Zona Ural) | 10            |
| FC Berezniki                       | Berezniki         | Oblast de Perm        | Décimo Terceiro Lugar                                            | Estádio Agrokhim  | 10.000     | 0 (não possui)     | 2             |
| FC Alnas Almetyevsk                | Almetyevsk        | Tartaristão           | Quinto Lugar                                                     | Estádio Alnas     | 7.000      | 0 (não possui)     | 3             |
| FC Stroitel Ufa                    | Ufa               | Bascortostão          | Acesso pelo Campeonato Russo de Futebol de 2001 - Quarta Divisão | Estádio Neftyanik | 4.500      | 0 (não possui)     | 2             |
| FC Lukoil Cheliabinsk              | Cheliabinsk       | Oblast de Cheliabinsk | Acesso pelo Campeonato Russo de Futebol de 2000 - Quarta Divisão | Estádio Central   | 15.000     | 0 (não possui)     | 1             |

## Participantes da Zona Volga
| Equipe                        | Cidade         | Região                   | No ano anterior                                                  | Estádio                  | Capacidade | Títulos                                    | Participações |
| ----------------------------- | -------------- | ------------------------ | ---------------------------------------------------------------- | ------------------------ | ---------- | ------------------------------------------ | ------------- |
| FC Svetotekhnika Saransk      | Saransk        | Mordóvia                 | Campeão                                                          | Estádio Start            | 11.581     | 2 (2000 Zona do Volga, 2001 Zona do Volga) | 9             |
| FC Torpedo Pavlovo            | Pavlovsky      | Oblast de Níjni Novgorod | Décimo Segundo Lugar                                             | Estádio Torpedo          | 6.000      | 0 (não possui)                             | 10            |
| FC Volga Ulianovsk            | Ulianovsk      | Oblast de Ulianovsk      | Vice Campeão                                                     | Estádio Trud             | 10.000     | 0 (não possui)                             | 6             |
| FC Biokhimik-Mordovia Saransk | Saransk        | Mordóvia                 | Décimo Lugar                                                     | Estádio Start            | 11.581     | 0 (não possui)                             | 5             |
| FC Torpedo Volzhsky           | Volzhsky       | Oblast de Volgogrado     | Décimo Sexto Lugar                                               | Estádio Loginov          | 7.000      | 1 (Zona Central 1994)                      | 6             |
| FC SibUr Khimik Dzerzhinsk    | Dzerjinsk      | Oblast de Níjni Novgorod | Quinto Lugar                                                     | Estádio Khimik           | 10.000     | 0 (não possui)                             | 7             |
| FC Iskra Engels               | Engels         | Oblast de Saratov        | Décimo Primeiro Lugar                                            | Estádio Municipal        | 12.000     | 0 (não possui)                             | 6             |
| FC Energetik Uren             | Urensky        | Oblast de Níjni Novgorod | Quarto Lugar                                                     | Estádio Energetik        | 3.000      | 0 (não possui)                             | 7             |
| FC Diana Voljsk               | Voljsk         | Mari El                  | Oitavo Lugar                                                     | Estádio Municipal        | 12.500     | 0 (não possui)                             | 5             |
| FC Lada-Energiya Dimitrovgrad | Dimitrovgrad   | Oblast de Ulianovsk      | Sétimo Lugar                                                     | Estádio Torpedo          | 5.000      | 0 (não possui)                             | 6             |
| FC Balakovo                   | Balakovo       | Oblast de Saratov        | Décimo Terceiro Lugar                                            | Estádio Trud             | 12.000     | 0 (não possui)                             | 7             |
| FC Metallurg Vyksa            | Vyksa          | Oblast de Níjni Novgorod | Sexto Lugar                                                      | ---                      | ---        | 0 (não possui)                             | 4             |
| FC Lokomotiv Níjni Novgorod   | Níjni Novgorod | Oblast de Níjni Novgorod | Estreante                                                        | Estádio Lokomotiv        | 17.856     | 0 (não possui)                             | 1             |
| FC Olímpia Volgogrado         | Volgogrado     | Oblast de Volgogrado     | Terceiro Lugar                                                   | Estádio Olímpia          | 3.200      | 0 (não possui)                             | 3             |
| FC Khopyor Balashov           | Balashov       | Oblast de Saratov        | Décimo Quarto Lugar                                              | Estádio Olimp            | 4.000      | 0 (não possui)                             | 2             |
| FC Volga Níjni Novgorod       | Níjni Novgorod | Oblast de Níjni Novgorod | Nono Lugar                                                       | Estádio Lokomotiv        | 17.856     | 0 (não possui)                             | 2             |
| FC Drujba Iochkar-Ola         | Iochkar-Ola    | Mari El                  | Décimo Sexto Lugar                                               | Estádio Drujba           | 12.500     | 0 (não possui)                             | 5             |
| FC Zenit Penza                | Penza          | Oblast de Penza          | Acesso pelo Campeonato Russo de Futebol de 2001 - Quarta Divisão | Estádio Primeiro de Maio | 5.000      | 0 (não possui)                             | 6             |

## Regulamento
O campeonato foi disputado no sistema de pontos corridos em turno e returno nos seis torneios. Os campeões das Zonas se classificavam diretamente para o Campeonato Russo de Futebol de 2003 - Segunda Divisão e os quatro últimos colocados de cada zona eram rebaixados para o Campeonato Russo de Futebol de 2003 - Quarta Divisão.

## Resultados do Campeonato

### Resultados da Zona Oeste
Baltika foi o campeão e ascendeu para a segunda divisão russa. 

Spartak de Kostroma, Neftyanik de Iaroslavl, Avtomobilist e Rybinsk foram rebaixados para a quarta divisão russa.

### Resultados da Zona Central
Metallurg de Lipetsk foi o campeão e ascendeu para a segunda divisão russa.

Kolomna, Spartak Orekhovo, Fabus e Lokomotiv Liski foram rebaixados para a quarta divisão russa.

### Resultados da Zona Leste
Metallurg de Novokuznetsk foi o campeão e ascendeu para a segunda divisão russa.

Selenga foi rebaixado para a quarta divisão russa.

### Resultados da Zona Sul
Terek foi o campeão e ascendeu para a segunda divisão russa.

NemCom, Nart de Nartkala, Mozdok e Venets foram rebaixados para a quarta divisão russa.

### Resultados da Zona Ural
Uralmash foi o campeão e ascendeu para a segunda divisão russa. 

Energiya de Tchaikowsky e Dínamo de Perm foram rebaixados para a quarta divisão russa.

### Resultados da Zona do Volga
Svetotechnika foi o campeão e ascendeu para a segunda divisão russa.

Diana, Torpedo de Voljky e Khopyor foram rebaixados para a quarta divisão russa.

## Campeão
| Campeão Russo da Terceira Divisão de 2002 - Zona Oeste |
| ------------------------------------------------------ |
| FC Baltika Kaliningrado 2° Título                      |

| Campeão Russo da Terceira Divisão de 2002 - Zona Leste |
| ------------------------------------------------------ |
| FC Metallurg Novokuznetsk 3° Título                    |

| Campeão Russo da Terceira Divisão de 2002 - Zona Central |
| -------------------------------------------------------- |
| FC Metallurg Lipetsk 3° Título                           |

| Campeão Russo da Terceira Divisão de 2002 - Zona Sul |
| ---------------------------------------------------- |
| FC Terek Grozny 1° Título                            |

| Campeão Russo da Terceira Divisão de 2002 - Zona do Volga |
| --------------------------------------------------------- |
| FC Svetotekhnika Saransk 3° Título                        |

| Campeão Russo da Terceira Divisão de 2002 - Zona Ural |
| ----------------------------------------------------- |
| FC Uralmash Yekaterinburg 2° Título                   |